# Даниъл Силва
Даниъл Силва (на английски: Daniel Silva) е американски журналист и писател на бестселъри в жанра шпионски и политически трилър.

## Биография и творчество
Даниъл Силва е роден на 19 декември 1960 г. в Детройт, Мичиган, САЩ. Израства в Калифорния. От рано мечтае да бъде писател и журналист. Следва в Държавния университет на Сан Франциско, получава бакалавърска по журналистика и продължава да учи за магистърска степен по международни отношения.
През 1984 г. получава временна работа като журналист в „Юнайтед Прес Интернешънъл“, за да допринесе за финансирането на Националната демократична конвенция в Сан Франциско. По-късно същата година той изоставя следването си и остава на постоянна работа в ЮПИ. След една година се прехвърля в централа на ЮПИ във Вашингтон. След повече от 2 години е назначен за кореспондент на ЮПИ в Близкия изток и Персийския залив, и се премества в Кайро.
През 1987 г. среща и се жени за Джейми Ганджъл, телевизионна журналистка от Ен Би Си. Имат две деца близнаци – Лили и Никълъс.
Завръща се във Вашингтон и постъпва на работа в Си Ен Ен като продуцент и изпълнителен продуцент на няколко телевизионни програми на мрежата, включително Crossfire, Reliable Sources и Capitol Gang.
През 1994 г. решава да осъществи мечтата си да бъде писател и започва да пише. Първият му трилър The Unlikely Spy е публикуван през 1996 г. Той става международен бестселър, и през 1997 г. Силва напуска Си Ен Ен и се посвещава на писателската си кариера.
Първоначално написва кратката поредица „Майкъл Озбърн“, а двата трилъра много бързо стават бестселъри.
През 2000 г. е издаден първият му шпионски трилър „Художникът убиец“ от поредицата „Габриел Алон“. Главният герой е бивш израелски шпионин, който е напуснал службите, за да води спокоен живот на художник реставратор, но семейна драма го връща обратно в редиците на тайните служби, за да разследва терористични заговори, атентати и убийства. Някои от романите му са свързани с опасността от ислямския тероризъм, други с престъпници произхождащи от Русия, и някои от тях са с теми от исторически събития, свързани с Втората световна война и Холокоста. Два от романите – „Пратеникът“ и „Падналият ангел“ са удостоени с наградата за криминалистика „Бари“ за най-добър трилър.
Произведенията на писателя неизменно са в списъците на бестселърите. Те са преведени на повече от 25 езика и са публикувани в целия свят.
Заради познанията си за Холокоста, през 2009 г. е назначен за петгодишен срок в Съвета на Мемориалния музей на Холокоста на САЩ.
Даниъл Силва живее със семейството си във Вашингтон, окръг Колумбия.

## Произведения

### Самостоятелни романи
- The Unlikely Spy (1996)

### Серия „Майкъл Озбърн“ (Michael Osbourne)
1. The Mark of the Assassin (1998)
2. The Marching Season (1999)

### Серия „Габриел Алон“ (Gabriel Allon)
1. Художникът убиец, The Kill Artist (2000)
2. Английският убиец, The English Assassin (2002)
3. Изповедникът, The Confessor (2003)
4. Смърт във Виена, A Death in Vienna (2004)
5. Принцът на огъня, Prince of Fire (2005)
6. Пратеникът, The Messenger (2006) – награда „Бари“
7. Агентът, The Secret Servant (2007)
8. Московска афера, Moscow Rules (2008)
9. Предателят, The Defector (2009)
10. Аферата Рембранд, The Rembrandt Affair (2010)
11. Портретът на един шпионин, Portrait of a Spy (2011)
12. Падналият ангел, The Fallen Angel (2012) – награда „Бари“
13. Английското момиче, The English Girl (2013)
14. Крадецът, The Heist (2014)
15. Английският шпионин, The English Spy (2015)
16. Черната вдовица, The Black Widow (2016)
17. Къщата на шпионите, House of Spies (2017)
18. Другата жена, The Other Woman (2018)
19. Новото момиче, The New Girl (2019)
20. Орденът, The Order (2020)
21. Челистката, The Cellist (2021)
22. Портрет на непозната дама, Portrait of an Unknown Woman (2022)
23. Колекционерът, The Collector (2023)